# Podróż apostolska Jana Pawła II do Azerbejdżanu i Bułgarii
96. podróż apostolska Jana Pawła II – odbyła się 22–26 maja 2002 roku. Papież odwiedził Azerbejdżan oraz Bułgarię.
Głównym celem wizyty były odwiedziny Kościoła katolickiego w Azerbejdżanie i Bułgarii oraz beatyfikacja bułgarskich duchownych zamordowanych w 1952 roku, Kamena Wiczewa, Jozafata Sziszkowa oraz Pawła Dżidżowa. Podczas pobytu w Azerbejdżanie, w którym wspólnota katolicka liczyła 120 wiernych, zgromadzonych w 1 parafii, obsługiwanej przez 2 księży i 1 zakonnika, Jan Paweł II zatrzymał się po raz pierwszy  w hotelu oddanym mu do dyspozycji przez władze państwowe.

## Program pielgrzymki[4][1][2]

### 22 maja 2002
- powitanie, z udziałem prezydenta Heydəra Əliyeva, nuncjusza apostolskiego w Gruzji arcybiskupa Claudio Gugerottiego, przełożonego misja sui iuris w Baku Jozefa Pravdę, korpus dyplomatyczny oraz przedstawicieli władz państwowych Azerbejdżanu na lotnisku w Baku
- modlitwa pod pomnikiem Poległych za Niepodległość Azerbejdżanu
- spotkanie ze zwierzchnikami wspólnot religijnych, politykami oraz przedstawicielami świata kultury i nauki w sali posiedzeń Pałacu Prezydenckiego w Baku
- nocleg w hotelu Irshad w Baku[5]

### 23 maja 2002
- msza z udziałem 4 tysięcy osób w Pałacu Sportu w Baku
- poświęcenie kamienia węgielnego pod budowę kościoła Niepokalanego Poczęcia Najświętszej Maryi Panny[6] w Pałacu Sportu w Baku
- spotkanie z uchodźcami z Górskiego Karabachu w Pałacu Sportu w Baku
- wizyta w parafii Chrystusa Zbawiciela w Baku
- spotkanie ze zwierzchnikiem Zarządu Muzułmanów Kaukazu, przewodniczącym Wspólnoty Żydowskiej oraz prawosławnym biskupem bakijskim i nadkaspijskim Aleksandrem
- pożegnanie na lotnisku w Baku
- powitanie, z udziałem nuncjusza apostolskiego Antonie Menniniego oraz przedstawicieli kościoła katolickiego, na lotnisku w Sofii
- oficjalne powitanie, udziałem prezydenta Georgi Pyrwanowa, premiera Symeona Sakskoburggotskiego oraz patriarchy Bułgarskiego Kościoła Prawosławnego Maksyma, na placu przed soborem św. Aleksandra Newskiego w Sofii

### 24 maja 2002
- msza w kaplicy nuncjatury apostolskiej w Sofii
- wizyta u prezydenta Georgi Pyrwanowa w Pałacu Prezydenckim w Sofii
- wizyta w soborze św. Aleksandra Newskiego w Sofii
- udział w uroczystościach Dnia Edukacji i Kultury pod pomnikiem św. Cyryla i Metodego na placu przed soborem św. Aleksandra Newskiego w Sofii
- spotkanie z patriarchą Bułgarskiego Kościoła Prawosławnego Maksymem oraz przedstawicielami Świętego Synodu w Pałacu Patriarszym w Sofii
- obiad z biskupami bułgarskimi w nuncjaturze apostolskiej w Sofii
- spotkanie z przedstawicielami gminy żydowskiej w nuncjaturze apostolskiej w Sofii
- spotkanie z udziałem 4 tysięcy przedstawicielami świata nauki i kultury oraz premiera Symeona Sakskoburggotskiego w Narodowym Pałacu Kultury w Sofii

### 25 maja 2002
- msza w kaplicy nuncjatury apostolskiej w Sofii
- wizyta w Rylskim Monastyrze
- spotkanie z metropolitami, biskupami, mnichami i mniszkami Bułgarskiego Kościoła Prawosławnego w Rylskim Monastyrze
- spotkanie z premierem Symeonem Sakskoburggotskim w sali Ikon w Rylskim Monastyrze
- spotkanie ze zwierzchnikiem bułgarskich muzułmanów wielkim muftim Selimem Myumyunem Mehmedem w nuncjaturze apostolskiej w Sofii
- spotkanie z delegacją ewangelików w nuncjaturze apostolskiej w Sofii
- spotkanie z wiernymi Kościoła katolickiego w katedrze św. Józefa w Sofii
- spotkanie z wiernymi Kościoła katolickiego obrządku bizantyjsko-słowiańskiego w katedrze Zaśnięcia Najświętszej Maryi Panny w Sofii

### 26 maja 2002
- powitanie przez władze miasta przed budynkiem urzędu miasta w Płowdiwie
- msza  udziałem 25 tysięcy osób oraz beatyfikacja męczenników Kamena Wiczewa, Jozafata Sziszkowa oraz Pawła Dżidżowa na centralnym placu w Płowdiwie
- spotkanie z 800 przedstawicielami młodzieży w katedrze św. Ludwika w Płowdiwie
- pożegnanie na lotnisku w Płowdiwie